# Багдадський злодій (фільм, 1924)
«Багдадський злодій» (англ. The Thief of Bagdad) — американська пригодницька мелодрама режисера Рауля Волша 1924 року.

## Сюжет
Злодій, проводить у Багдаді безтурботне життя, закохується в доньку Халіфа. Принцеса має незабаром вийти заміж, тож до палацу з'їжджаються найповажніші наречені Азії, з-поміж яких вона повинна зробити свій вибір. Злодій переодягається принцом і також вирушає свататися. Він домагається успіху: принцеса закохана в нього, проте завдяки підступам монгольського принца його викривають і виганяють з палацу. Тоді принцеса ставить таку умову: вона погодиться вийти за того з претендентів, хто принесе їй найбільший скарб не пізніше, як через сім місяців. Халіф схвалює бажання доньки, і принци виїжджають на пошуки чудес світу. Злодій, який не хоче відмовлятися від свого щастя, також вирушає у подорож, під час якою зустрічається з казковими істотами й магією.

## У ролях
- Дуглас Фербенкс — багдадський злодій
- Джуланна Джонстон — принцеса
- Снітц Едвардс — підручний злодія
- Брендон Херст — Халіф
- Чарльз Белчер — святоша
- Седзін — монгольський принц
- Анна Мей Вонг — монгольська рабиня (шпигунка)
- Нобл Джонсон — індійський принц
- Матільда Комон — перський принц

## Цікаві факти
- На постановку цього фільму Дугласа Фербенкса надихнув епізод «Гарун аль-Рашид» з фільму Пауля Лені «Кабінет воскових фігур» (1924).
- Згодом були зняті кілька рімейків, найвідомішим з яких є «Багдадський злодій» 1940 року.
- У 1996 році фільм був внесений до Національного реєстру фільмів.